# Mirosternus tetragonus
Mirosternus tetragonus là một loài bọ cánh cứng thuộc họ Ptinidae.